# Суха Сура (мала)
Суха Сура — річка в Україні, ліва притока річки Мокра Сура. Є меншою за Суху Суру у Сурсько-Михайлівці.
Розташована між містом Верхівцеве й селищем Новомиколаївка.
Довжина - 17 км, похил річки 2,8 м/км, площа басейну - 118 км².